# Землетрясение в Фукусиме (2016)
Землетрясение в Намиэ — землетрясение магнитудой 6,9, произошедшее 22 ноября 2016 года в 05:59:49.010 часов утра по японскому времени в 37 км на восток-юг-восток от японского городка Намиэ (префектура Фукусима, Япония), на глубине 11,4 км (7,1 мили). Максимальная интенсивность составила VII (очень сильная) по шкале Меркалли. Первоначально Японское метеорологическое агентство сообщало о землетрясении магнитудой 7,3 величины, которое позже было повышено до 7,4, в то время как Геологическая служба США определило величину 6,9. Во время землетрясения 14 человек получили ранения, зафиксированы незначительные повреждения.

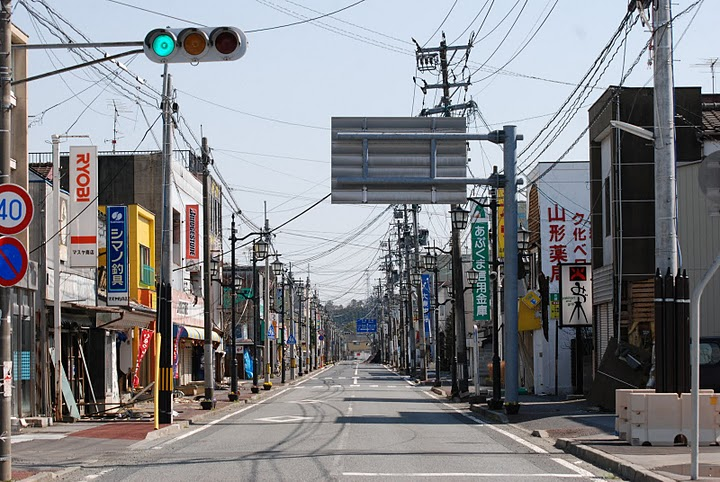
Намиэ в 2011 году

Намиэ — город-призрак, был эвакуирован после аварии на Первой Фукусимской АЭС, произошедшей в результате цунами от мощного землетрясения 2011 года.